# Louis Forniquet Henderson
 (avril 2013).
Si vous disposez d'ouvrages ou d'articles de référence ou si vous connaissez des sites web de qualité traitant du thème abordé ici, merci de compléter l'article en donnant les références utiles à sa vérifiabilité et en les liant à la section « Notes et références ».
Pour les articles homonymes, voir Henderson.
Louis Forniquet Henderson, né le 17 septembre 1853 à Roxbury (Massachusetts) et mort le 18 juin 1942 à Puyallup, est un botaniste et ptéridologue américain qui fit plusieurs expéditions botaniques dans l'État de Washington, l'Oregon et l'Idaho, récoltant ainsi des dizaines de milliers de spécimens qui furent soigneusement décrits et qui se trouvent aujourd'hui à l'université d'État de l'Oregon, à l'université de Washington, à l'herbier national et à l'herbier Gray de l'Harvard University Herbaria.
Louis F. Henderson était le petit-fils du sénateur du Mississippi, John Henderson. Sa mère, née Catherine Leland, était issue d'une famille éminente du Massachusetts et son père, John Henderson Jr., était avocat à La Nouvelle-Orléans. Louis F. Henderson était diplômé ès sciences de l'université Cornell.

## Hommages
Plus de deux cents espèces furent nommées en son honneur, parmi lesquelles :
- (Apiaceae) Aletes hendersonii (J.M.Coult. & Rose) W.A.Weber[1]
- (Apocynaceae) Poacynum hendersonii Woodson[2]
- (Araceae) Caladium hendersonii hort. ex Engl.[3]
- (Aspleniaceae) ×Asplenophyllitis hendersonii (Houlston & T.Moore) D.E.Mey.[4]
- (Asteraceae) Antennaria hendersonii Piper[5]
- (Boraginaceae) Lappula hendersonii Piper[6]
- (Clethraceae) Clethra hendersonii Sleumer[7]
- (Dilleniaceae) Hibbertia hendersonii S.T.Reynolds[8]
- (Dryopteridaceae) Nothoperanema hendersonii (Beddome) Ching[9]
- (Ebenaceae) Diospyros hendersonii Ridl.[10]
- (Ericaceae) Cavendishia hendersonii Hoerold[11]
- (Fabaceae) Lupinus hendersonii Eastw.[12]
- (Gesneriaceae) Monophyllaea hendersonii (B.L.Burtt) A.Weber[13]
- (Grossulariaceae) Ribes hendersonii C.L.Hitchc.[14]
- (Lamiaceae) Clerodendrum hendersonii Moldenke[15]
- (Liliaceae) Hookera hendersonii Frye & Rigg[16]
- (Myrtaceae) Corymbia hendersonii K.D.Hill & L.A.S.Johnson[17]
- (Orchidaceae) Saccolabium hendersonii Carr[18]
- (Pandanaceae) Pandanus hendersonii H.St.John[19]
- (Papaveraceae) Corydalis hendersonii Hemsl. var. alto-cristata C.Y.Wu & Z.Y.Su[20]
- (Poaceae) Stipa hendersonii (Vasey) Mehlenb.[21]
- (Polemoniaceae) Phlox hendersonii (E.E.Nelson) Cronquist[22]
- (Primulaceae) Primula hendersonii (A.Gray) A.R.Mast & Reveal[23]
- (Scrophulariaceae) Synthyris hendersonii Pennell[24]
- (Thelypteridaceae) Sphaerostephanos hendersonii Holttum[25]
- (Thymelaeaceae) Daphne ×hendersonii Hodgkin ex C.D.Brickell & B.Mathew[26]